# مدارس الأحد

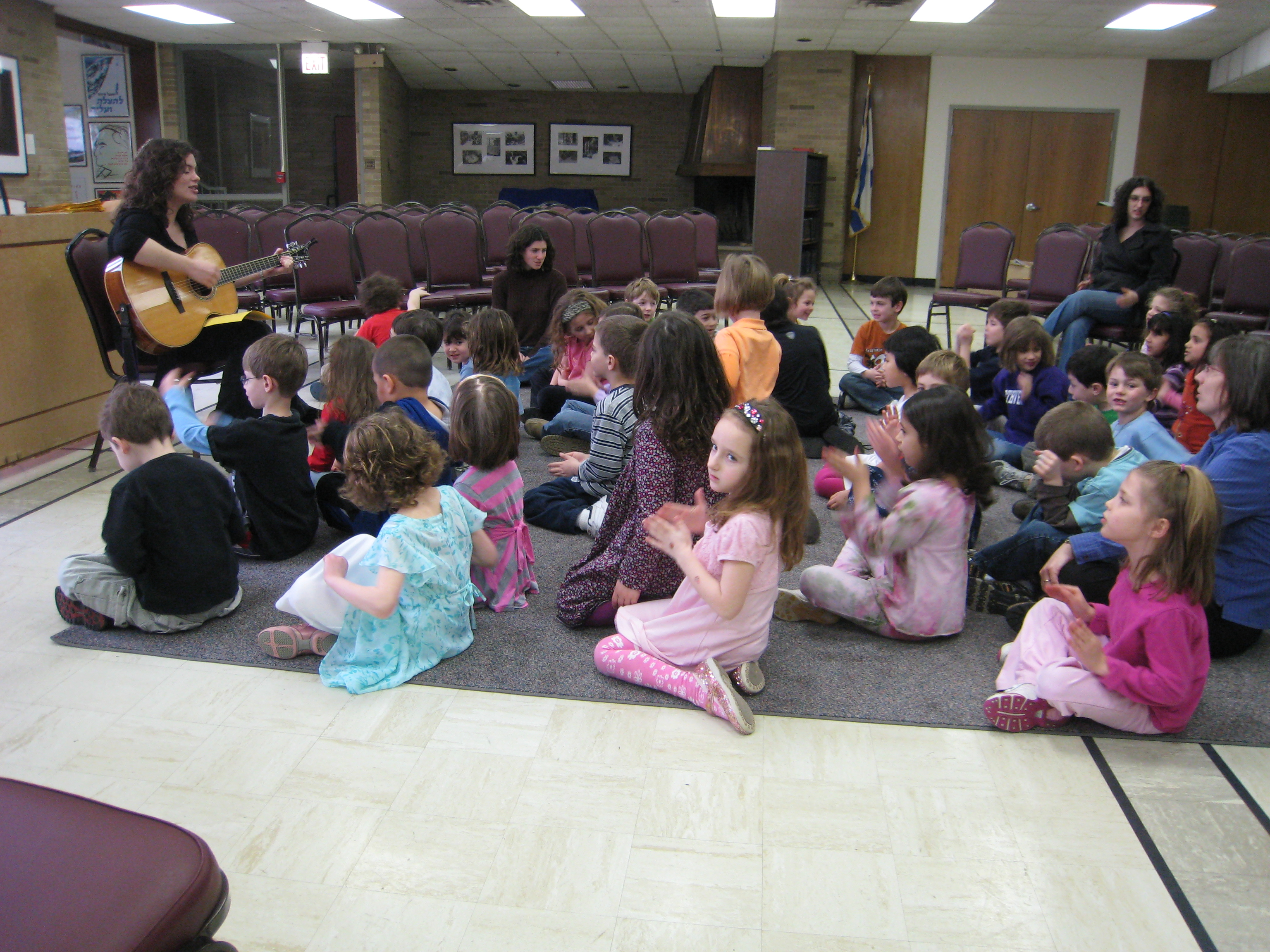

مدارس الأحد بشكل عام هو اسم لأنواع مختلفة من التعليم الديني تتم أيام الآحاد بواسطة مؤسسات متعددة. ويوجد عدة أنواع مختلفة من مدارس الأحد، تتراوح بين الطرق التعليمية التقليدية، المجموعات الصغيرة، التعليم المبني على الكتاب المقدس.كما أنها أهم وسائل تعليم الأطفال المسيحية وتعاليم الكنيسة.